# 大事忍男神
大事忍男神（日语：オオゴトオシオノカミ或オホゴトオシヲノカミ）為《古事記》之表述，祂是日本神話裡出現的神祇。

## 概要
依照《古事記》上卷的記載，伊邪那岐命與伊邪那美命產下大八島國、自吉備兒島至天兩屋島等六島之後，開始產下諸位神祇。而第一個生下的便是大事忍男神，接著再生家宅六神。

## 解說
由於該神為伊邪那岐命與伊邪那美命產下日本大小諸島後，第一位生下的神明，一般將其神名解釋成「大功告成的男神」。江戶時代國學專家本居宣長所撰的《古事記傳》指出，大事忍男神應為熊野本宮大社（位於和歌山縣田邊市）第一殿所供奉的「事解之男神」。本居宣長解釋該神明應該是從黃泉國逃返的伊邪那岐命進行禊祓（袪除污穢的淨化儀式）所產生的，卻誤作為產國後第一位生下的神明。

## 內部連結
- 家宅六神